# Numa Blès
Charles Bessat dit Numa Blès (23 octobre 1871 à Marseille – 29 septembre 1917 à Marseille) est un chansonnier et goguettier français, marseillais, parisien et montmartrois.

## Biographie
Numa Blès nait à Marseille le 23 octobre 1871.
Il commence sa carrière de chansonnier dès sa sortie du collège et fonde dans sa ville natale, en 1891, en collaboration avec Théodore Flaville, un cabaret de chansonniers phocéens, la Lune-Rousse. 
En 1893, une tournée de Montmartrois de passage à Marseille emmène Numa Blès, qu'elle charge de mettre en couplets l'actualité. Il gagne la capitale et, le 2 novembre de la même année, entre au Cabaret des Éléphants, dirigé par Eugène Lemercier ; il passe ensuite au Chat-Noir (1894-1895) ; puis aux Quat'-z-Arts (1895-1896) ; entre au Carillon, où il reste trois ans, chantant en même temps au Violon, au Chien-Noir, aux Noctambules et au Cabaret des Arts, dont il fait l'ouverture ; en 1899, il fait partie de la troupe du Tréteau-de-Tabarin et publie à l'Évènement, une série de nouvelles ; en 1900, il chante à l'Exposition, où il organise la « Fanfare de la Maison du Rire ». Il est en 1902 au Grillon avec Marcel Legay.  
De 1902 à 1904 il voyage autour du monde et en donnant des récitals en compagnie du chansonnier Lucien Boyer.
En collaboration avec Dominique Bonnaud il crée en 1904 le célèbre cabaret Le Logiz de la Lune Rousse qui prend par la suite le nom abrégé de La Lune Rousse. Ami d'Erik Satie, il compose avec lui la revue Dévidons la bobine d'où est tirée la chanson La Diva de l'Empire, écrite en collaboration avec son ami Dominique Bonnaud.
Numa Blès est admis à la goguette du Cornet lors de son 180e dîner, organisé le 1er avril 1914 à la Taverne de Paris, 3 avenue de Clichy. Il y entre ce soir-là, ainsi que Dominique Bonnaud, Henry Grégoire et Louis Schmoll. 
Il meurt à l'âge de 46 ans en 1917 à Marseille.

## Quelques chansons
Les Bains de Mer, Morale anarchiste, On entre comme on peut, La Popularité bien acquise, Ce que je sais, Les Poètes, Les Poupées, Les Bons petits Jeun' Hommes,Les Abdomens, Symbolisme norvégien, La Manie du Soldat, Le Retour du Président (qui fut l'objet d'une interdiction temporaire), Le Témoin Porte-Veine, Le Voyage à Saint-Nazaire, Le Chapelet de l'Élysée, Le Chemin de la Croix, Le Clou de l'Exposition, Qui veut la Fin veut les Moyens !, Mon pauvre Cœur, Légende Blanche, Je confesse à Dieu, l'Amour quand même,.

## Revues
Au théâtre de la Tour Eiffel, en 1898, sous la direction Alphonse Franck, A la Fraîche, qui veut voir ? la même année, à Cluny, Que d'Œufs ! que d'Œufs ! et à la Guinguette-Fleurie, Chauffe qui peut ; en 1899, au Tréteau-de-Tabarin, La Revue au Temps boer (prononcez bour) ; à la Bodinière, en février 1900, Il s'agit de s'entendre ; et un acte de comédie au Grillon, La Vertu d'Adhémar.

## Œuvres écrites en collaboration
Un certain nombre de chansons en collaboration avec Dominique Bonnaud dont La Déposition de Jehan Rictus, Les Stances à Émile, Le Chapelet de l'Élysée, La Diva de l'Empire, Les députés, La chasse au pivert (monologue), Salon contemporain, Montmartre à 4 h. du matin, Le théâtre de la nature, La cravate présidentielle ; et une amusante série avec Georges Arnould, Les Siamoises.